# Club Melilla Baloncesto
Maillots
Le Club Melilla Baloncesto est un club espagnol de basket-ball, basé dans la ville de Melilla, en Espagne.  Le club évolue en LEB, soit le deuxième échelon du championnat d'Espagne de basket-ball.

## Palmarès
- Vainqueur de la coupe du Prince des Asturies 1999, 2001, 2010